# Camps de concentration du Pays de l'Ems

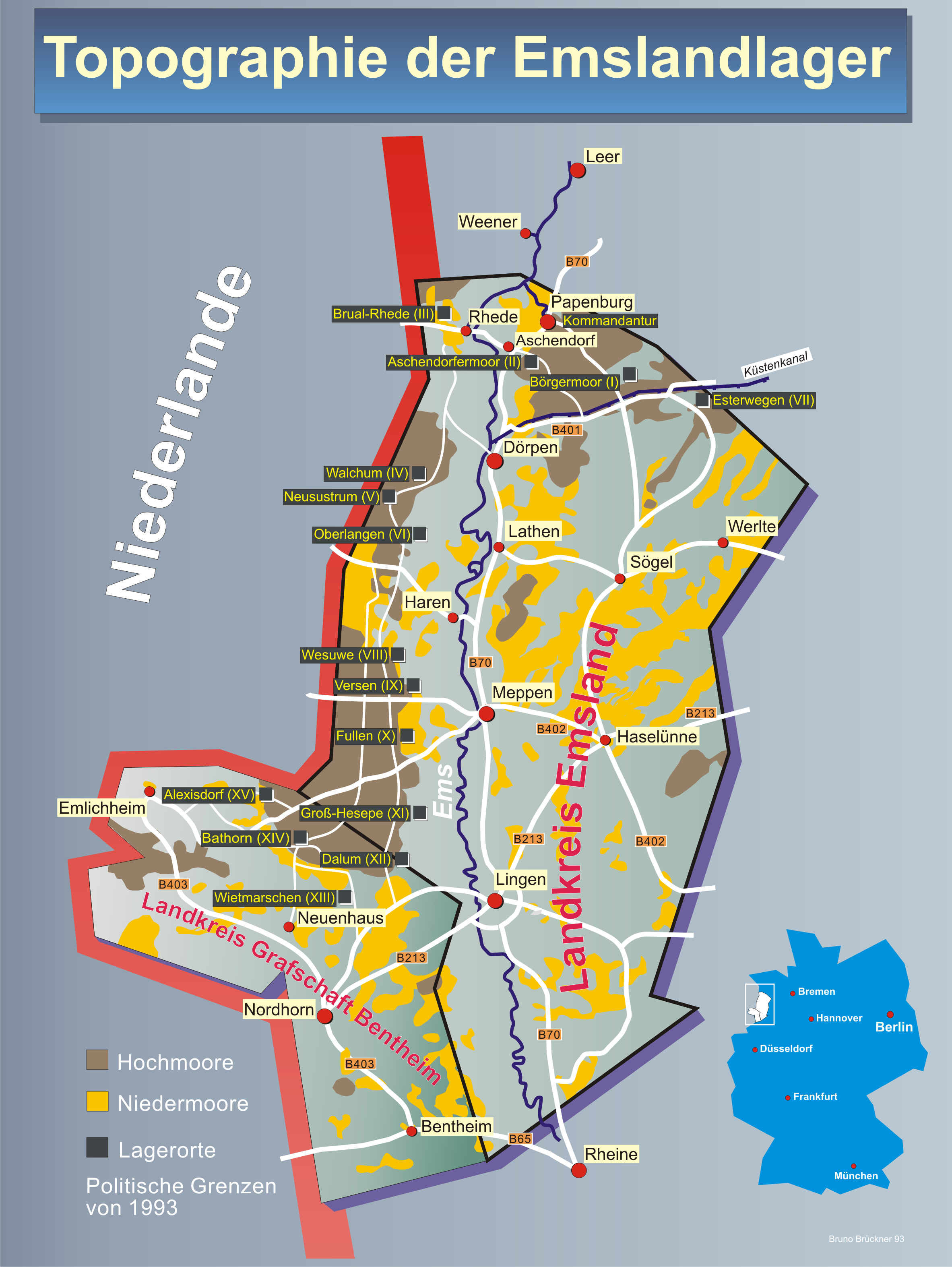
Der Emslandlager (politische Grenzen von 1993).

Les camps de concentration du Pays de l'Ems sont un groupe de 15 camps de concentration qui sous la période du Troisième Reich
étaient situés dans l'arrondissement du Pays de l'Ems en Basse-Saxe (Allemagne).

## Structure
Sont rattachés aux camps de concentration du Pays de l'Ems les camps suivants :
- Le camp de Neusustrum (de) 1933/34,
- Le camp de Börgermoor 1933/34,
- Le camp d'Esterwegen 1933-1936,

ainsi que douze autres camps :
- II Aschendorfermoor (de)
- III Brual-Rhede (de)
- IV Walchum
- VI Oberlangen
- VIII Wesuwe
- IX Versen (de)
- X Fullen
- XI Groß Hesepe (de)
- XII Dalum (de)
- XIII Emslandlager Wietmarschen (de)
- XIV Bathorn
- XV Alexisdorf

## Source
- (de) Cet article est partiellement ou en totalité issu de l’article de Wikipédia en allemand intitulé « Emslandlager » (voir la liste des auteurs).